# Municipio di Porto Alegre
Il Municipio di Porto Alegre è un edificio civile di Porto Alegre, sede del governo municipale. Il palazzo è chiamato in portoghese Paço Municipal de Porto Alegre, ma è anche conosciuto come Prefeitura Velha o Paço dos Açorianos.

## Storia
Il Palazzo Comunale è stato progettato dall'ingegnere italiano Giovanni Antonio Luigi Carrara Colfosco con architettura Art Nouveau. La prima pietra fu posta il 5 aprile 1898 e la costruzione iniziò il 28 settembre dello stesso anno. L'edificio fu ultimato nell'aprile del 1901, venendo occupato dal 15 maggio dal Consiglio Comunale, dalla Segreteria, Contabilità, Tesoreria e Collezione, oltre all'Archivio, Revisione Autoveicoli, Pubblica Assistenza e la prima Questura. Il costo finale dell'opera raggiunse i 500 contos real e la maggior parte dei materiali utilizzati proveniva dalla stessa Porto Alegre. Nel 1977 è stato inserito dal Comune nell'Inventario dei Beni Immobili di Valore Storico, Culturale e di Tradizione Espressiva.